# Institut de recherches et d'études sur le monde arabe et musulman
L'Institut de recherches et d'études sur le monde arabe et musulman (IREMAM) est une unité mixte de recherche qui associe l'Université d'Aix-Marseille et le Centre national de la recherche scientifique (CNRS). Ses travaux portent sur l'histoire, la sociologie, la géographie, l'anthropologie, le droit et les sciences politiques dans les mondes arabes et musulmans.
Elle est installée au sein de la Maison Méditerranéenne des Sciences de l’Homme (1997), sur le campus du Jas de Bouffan à Aix-en-Provence. Elle est actuellement dirigée par Vincent Geisser et Christine Mussard.

## Historique
Fondé en 1986, l’Institut de Recherches et d’Études sur les Mondes Arabes et Musulmans (IREMAM) est l’héritier de plusieurs centres plus anciens[Lesquels ?] qui, dès 1958, ancrent à Aix-en-Provence un pôle pluridisciplinaire de recherche sur la rive sud de la Méditerranée. Sa création entérine l’élargissement à l’ensemble du monde musulman méditerranéen de travaux initialement centrés sur l’Afrique du Nord et la place croissante prise par les disciplines des sciences sociales dans la connaissance des sociétés contemporaines. Son ancienneté et la richesse de ses fonds documentaires en ont fait un des plus gros centres de recherche français sur cette partie du monde.
L’Institut a une mission complexe, de recherche, de documentation, de formation à la recherche, d’accueil, de publication et de dissémination du savoir. Il bénéficie du concours d’une quarantaine de permanents — chercheurs, enseignants-chercheurs, ingénieurs et techniciens — et du relais d’un large réseau de membres associés.
C’est aussi un laboratoire d’accueil doctoral, rattaché à deux des Écoles doctorales de l’Université d’Aix-Marseille, et l’unité d’accueil de quatre Masters de recherche. Une cinquantaine d’étudiants de toutes nationalités s’y forment ainsi aux métiers de la recherche en sciences humaines et sociales.

## Administration
L'administration de recherche de l'IREMAM est composée de quatre pôles, trois axes transversaux, cinq programmes sous contrat et cinq revues hébergées.
Les quatre pôles sont :
1. Histoire des mondes arabes et musulmans.
2. Langues, littérature, linguistique.
3. Sciences sociales du contemporain.
4. Islamologie.

Les trois axes transversaux sont :
1. Le fait religieux dans les mondes arabes et musulmans : acteurs et pratiques.
2. Recherche et création.
3. École et éducation : pratiques, modalités et conditions de la relation à l’État.

Les cinq programmes de l'institut sont :
1. ANR SUBLIME (2023-2026) : « La levée des subventions au Maghreb et au Moyen-Orient : rapports politiques, transformations de l’État et protection sociale après les soulèvements arabes », coordonné par Marie Vannetzel.
2. ANR PREDICMO (2024-2027) : « Les grammaires de la prédication : lexique, cartographie, mise en scène (Moyen-Orient, XXe – XXIe siècle) », coordonné par Norig Neveu.
3. ANR LiPoL, LITTÉRATURES POPULAIRES DU LEVANT (2020-2024), coordonné par Iyas Hassan (Sorbonne Université) et Mohamed Bakhouch.
4. LA RECHERCHE PAR L’ÉCOUTE (2021-2025) : IREMAM et Ecole supérieure d’art d’Aix-en-Provence (accord cadre Min. Culture et Communication / CNRS), coordonné par Cédric Parizot.

Les cinq revues hébergées sont :
1. L’Année du Maghreb
2. Anti Atlas Journal
3. Encyclopédie berbère
4. Revue des mondes musulmans et de la Méditerranée (REMMM)
5. Science and Video

Au total, les effectifs de l'institut au 1er janvier 2024 sont de 15 chercheurs CNRS, 22 enseignants-chercheurs AMU, 9 chercheurs et enseignants-chercheurs émérites, 9 IT permanents CNRS et AMU, 30 doctorants (dont 13 sous contrat), 4 ATER et Post-doctorants.

## Publications
Les publications de l'IREMAM sont des revues : L’Année du Maghreb, L’Annuaire de l’Afrique du Nord (créé en 1962 paru pour la première fois en 1964 et devenu L’Année du Maghreb en 2004), antiatlas-journal, l’Encyclopédie berbère, la Revue des mondes musulmans et de la Méditerranée (REMMM) et Science and Video ; des carnets de recherche sur Hypotheses : Les carnets de l'Iremam, Le carnet de recherches du RIED (Réseau International Éducation et Diversité), Le carnet MONDIS

## Fonds d'archives
En 2003, l'ensemble des fonds de l'IREMAM a rejoint le Département des études arabes de la médiathèque de la Maison méditerranéenne des sciences de l'homme.

## Formations
L'IREMAM participe au Master « Langues et sociétés, Mondes arabe, musulman et hamito-sémitique », Département d’études moyen-orientales, Aix-Marseille Université et à des doctorats dans les domaines de recherche de l'Institut.